# Tiro en los Juegos Paralímpicos de París 2024
El Tiro en los Juegos Paralímpicos de París 2024 se llevó a cabo del 30 de agosto al 5 de septiembre en el Centro Nacional de Tiro en Châteauroux, Francia y contó con la participación de 160 atletas..

## Resultados

### Masculino
| Evento                     | Oro         | Plata           | Bronce                 |
| -------------------------- | ----------- | --------------- | ---------------------- |
| Rifle de aire Sentado 10 m | Park Jin-ho | Yerkin Gabbasov | Martin Black Jørgensen |
| Rifle tres posiciones 50 m | Park Jin-ho | Dong Chao       | Marek Dobrowolski      |
| Pistola de aire 10 m       | Jo Jeong-du | Manish Narwal   | Yang Chao              |

### Femenino
| Evento                     | Oro              | Plata               | Bronce         |
| -------------------------- | ---------------- | ------------------- | -------------- |
| Rifle de aire sentado 10 m | Avani Lekhara    | Lee Yun-ri          | Mona Agarwal   |
| Rifle tres posiciones 50 m | Natascha Hiltrop | Veronika Vadovičová | Zhang Cuiping  |
| Pistola de aire 10 m       | Sareh Javanmardi | Aysel Özgan         | Rubina Francis |

### Mixto
| Evento                     | Oro                   | Plata                   | Bronce                         |
| -------------------------- | --------------------- | ----------------------- | ------------------------------ |
| Rifle de aire prone 10 m   | Veronika Vadovičová   | Radoslav Malenovský     | Juan Antonio Saavedra Reinaldo |
| Rifle prone 50 m           | Natascha Hiltrop      | Anna Benson             | Jean-Louis Michaud             |
| Pistola 25 m               | Yang Chao             | Yan Xiao Gong           | Kim Jung-nam                   |
| Pistola 50 m               | Yang Chao             | Server Ibragimov        | Davide Franceschetti           |
| Rifle de aire sentado 10 m | Franček Gorazd Tiršek | Tanguy de La Forest     | Seo Hun-tae                    |
| Rifle de aire prone 10 m   | Tanguy de La Forest   | Alexandre Galgani       | Mika Mizuta                    |
| Rifle prone 50 m           | Dragan Ristić         | Vladimer Tchintcharauli | Tim Jeffery                    |

## Medallero
| Núm. | País                          | Oro | Plata | Bronce | Total |
| ---- | ----------------------------- | --- | ----- | ------ | ----- |
| 1    | Corea del Sur (KOR)           | 3   | 1     | 2      | 6     |
| 2    | República Popular China (CHN) | 2   | 1     | 2      | 5     |
| 3    | Alemania (GER)                | 2   | 0     | 0      | 2     |
| 4    | Eslovaquia (SVK)              | 1   | 2     | 0      | 3     |
| 5    | India (IND)                   | 1   | 1     | 2      | 4     |
| 6    | Francia (FRA)                 | 1   | 1     | 1      | 3     |
| 7    | Eslovaquia (SVK)              | 1   | 0     | 0      | 1     |
| 7    | Irán (IRI)                    | 1   | 0     | 0      | 1     |
| 7    | Serbia (SRB)                  | 1   | 0     | 0      | 1     |
| 10   | Brasil (BRA)                  | 0   | 1     | 0      | 1     |
| 10   | Estados Unidos (USA)          | 0   | 1     | 0      | 1     |
| 10   | Georgia (GEO)                 | 0   | 1     | 0      | 1     |
| 10   | Kazajistán (KAZ)              | 0   | 1     | 0      | 1     |
| 10   | Suecia (SWE)                  | 0   | 1     | 0      | 1     |
| 10   | Turquía (TUR)                 | 0   | 1     | 0      | 1     |
| 10   | Uzbekistán (UZB)              | 0   | 1     | 0      | 1     |
| 17   | Dinamarca (DEN)               | 0   | 0     | 1      | 1     |
| 17   | España (ESP)                  | 0   | 0     | 1      | 1     |
| 17   | Reino Unido (GBR)             | 0   | 0     | 1      | 1     |
| 17   | Italia (ITA)                  | 0   | 0     | 1      | 1     |
| 17   | Japón (JPN)                   | 0   | 0     | 1      | 1     |
| 17   | Polonia (POL)                 | 0   | 0     | 1      | 1     |